# Kostel svatého Jana Křtitele (Všejany)
Kostel svatého Jana Křtitele ve Všejanech je původně gotická, v 19. století novorománsky upravená stavba. Stojí na mírném návrší v západní části obce uprostřed hřbitova a původně byl propojen s tvrzí. Od roku 1958 je kostel se zvonicí chráněn jako kulturní památka České republiky.

## Historie
Kostel ve Všejanech je doložen v roce 1344. Klenba sakristie pochází zřejmě ze 16. století. Novorománská přestavba proběhla v roce 1872. V roce 1935 proběhla oprava kostela. V 80. letech 20. století byl kostel nově omítnut a zevnitř vymalován.

## Popis

### Architektura
Kostel je jednolodní, obdélný, s pětiboce uzavřeným gotickým presbytářem z poloviny 14. století s opěráky a sakristií na severní straně. Původní gotická okna byla zazděna a upravena při přestavbě roku 1872.
Presbytář je sklenut křížovou žebrovou a paprsčitou klenbou, sakristie křížovou hřebínkovou klenbou. Loď je plochostropá, oddělená od presbytáře hrotitým vítězným obloukem. Nad presbytářem je sanktusník. Střecha lodi je sedlová.

### Vybavení
Zařízení je převážně pseudoslohové.
- Hlavní oltář, původně barokní, byl roku 1897 nahrazen novorománským z dílny rodiny Bušků[1]
- Barokní sochy sv. Václava a Víta, přeneseny na půdu sakristie[1]
- Boční oltáře, novorománské, z dílny rodiny Bušků a J. Krejčíka, na nich barokní sochy sv. Antonína Paduánského a sv. Vojtěcha z pol. 18. stol.[1]
- Kamenná kazatelna s malbami evangelistů se stříškou z 18. století[1]
- Obraz Umučení Páně z 18. století pod kruchtou, ze zrušeného kláštera v Nymburce[1]
- Barokní křtitelnice, kol. r. 1700[1]
- Novodobé nástěnné malby Kristus s Martou a Marií v Betonii a Korunování Panny Marie v lodi.[3] Autorem maleb je Josef Rak.[3]
- Novodobé nástěnné malby Josefa Raka z roku 1935 v presbytáři: sv. Václav, sv. Jan Nepomucký, andělé, pelikán živící mláďata svou krví.[3]

## Okolí kostela
Součástí areálu je samostatně stojící zděná hranolová zvonice, upravená roku 1830, litinový kříž z roku 1897 a zrušený hřbitov.

## Galerie

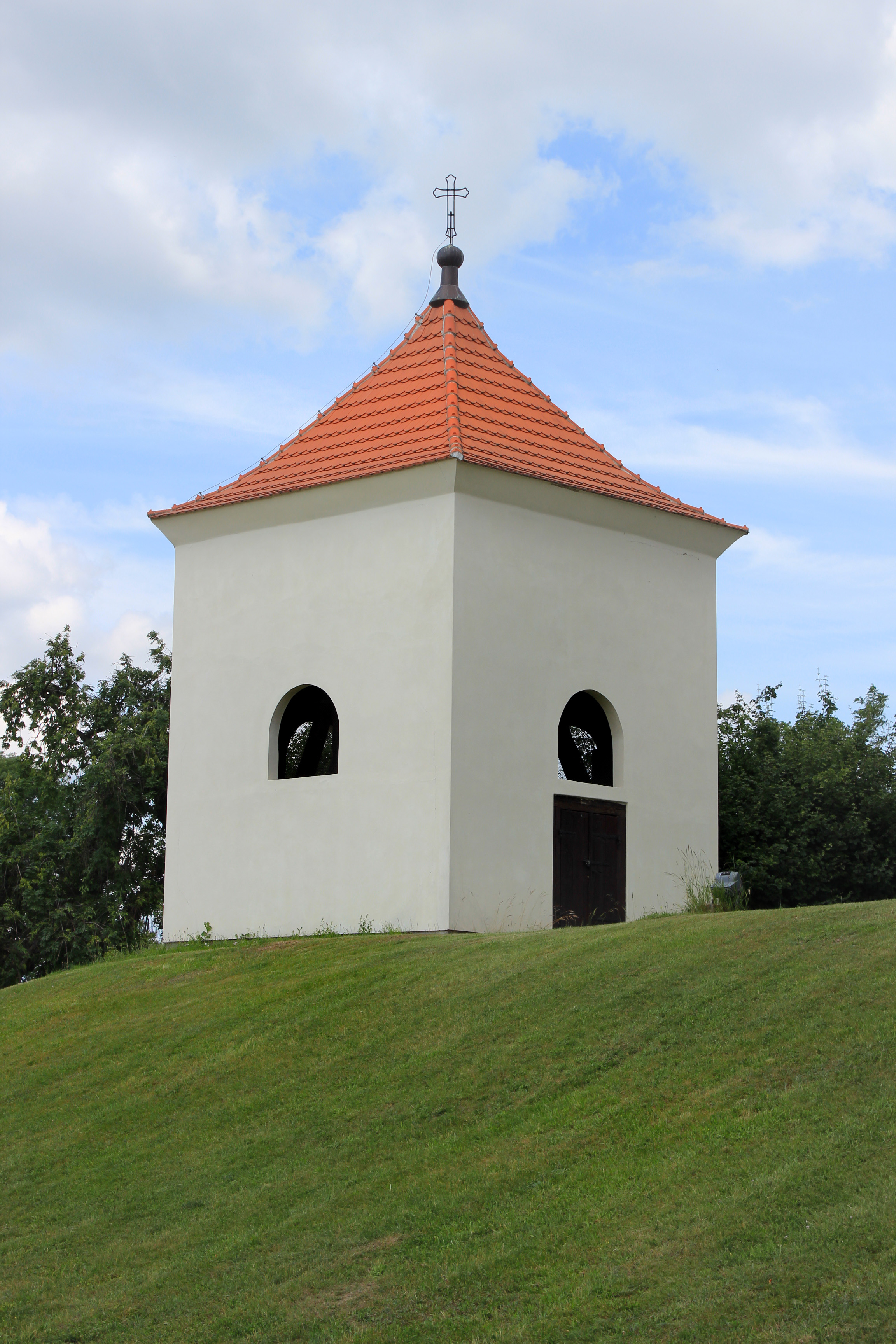
Zvonice
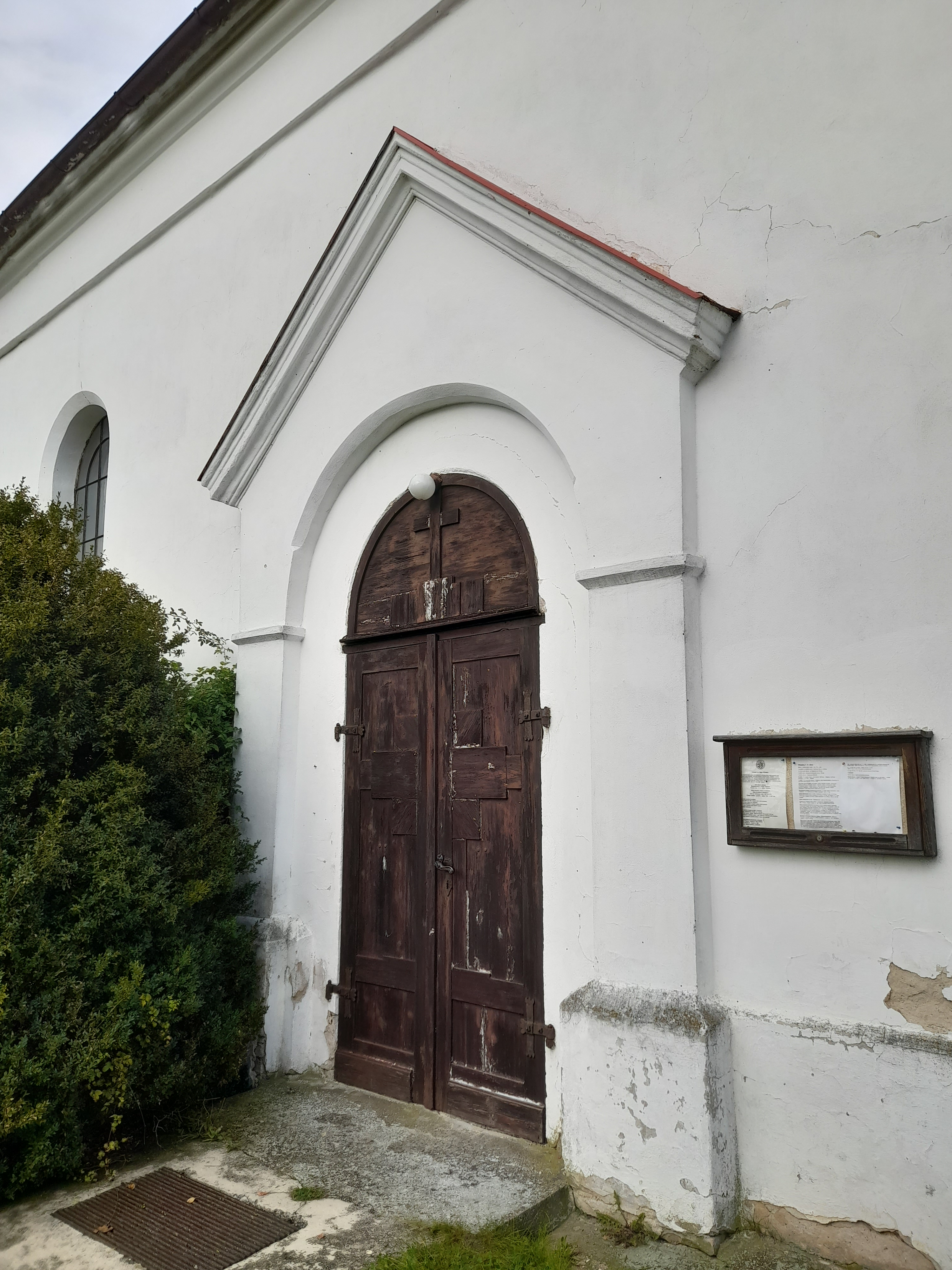
Boční vstup
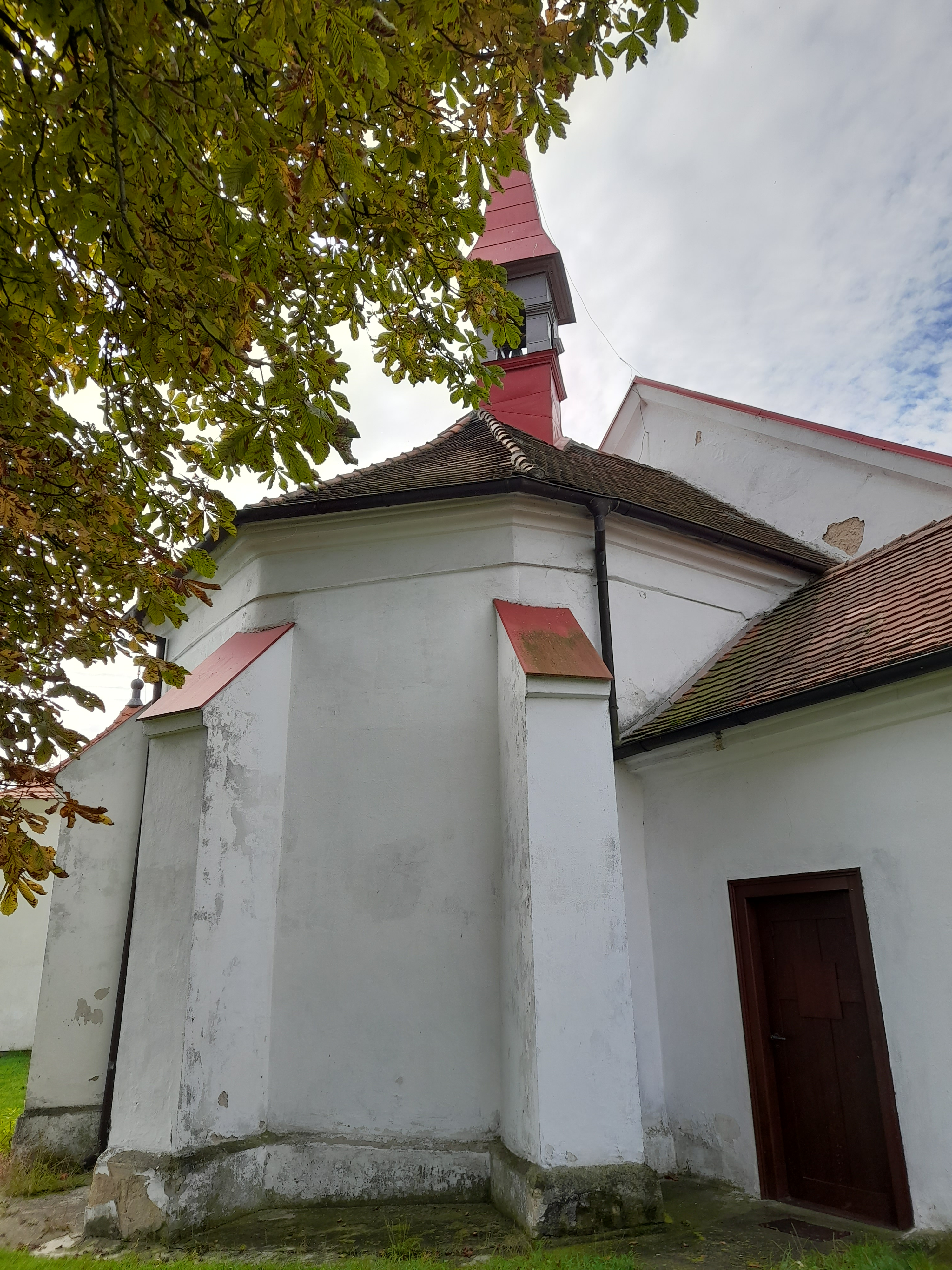
Závěr presbytáře a vstup do sakristie
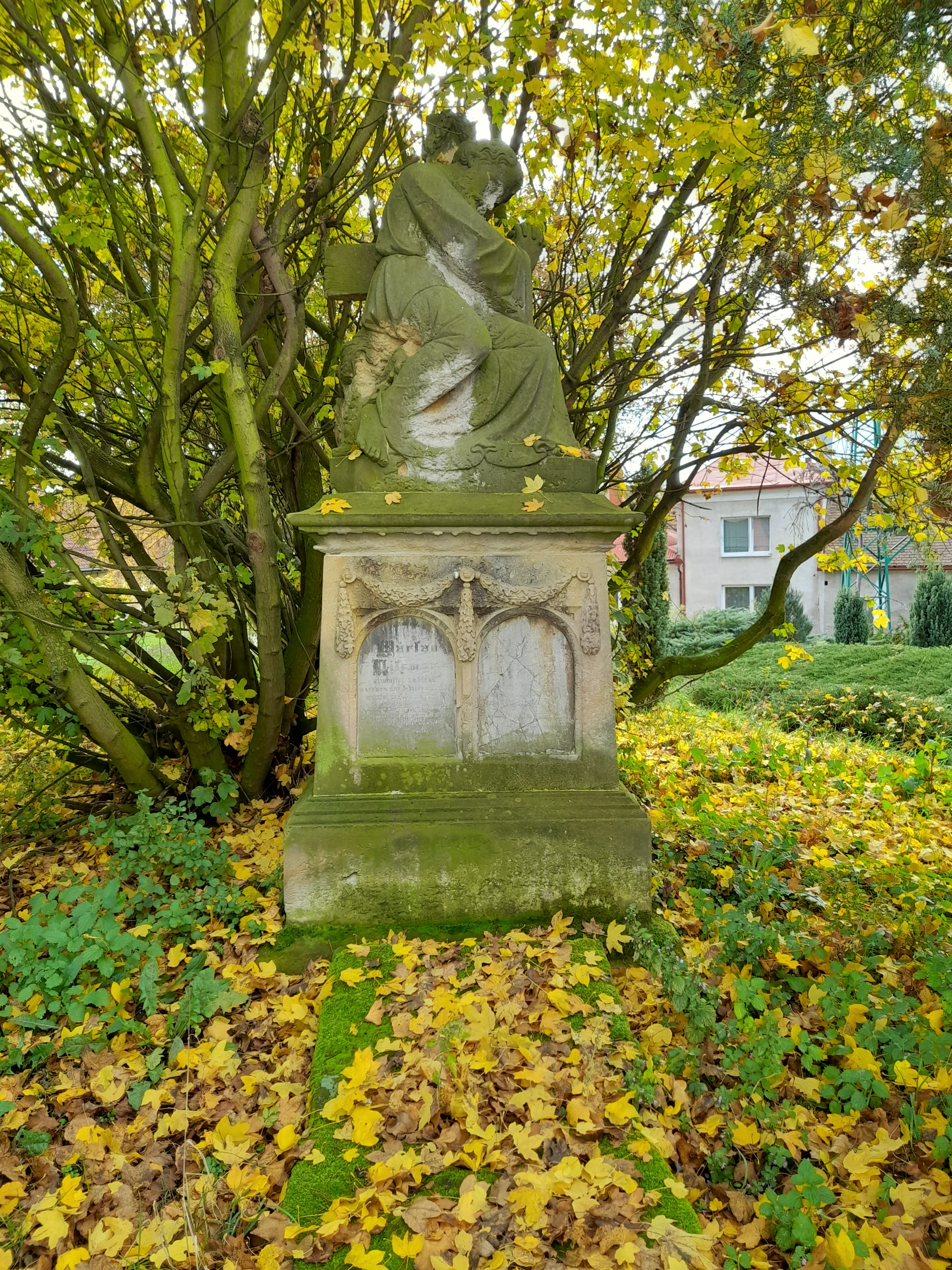
Náhrobek na zrušeném hřbitově
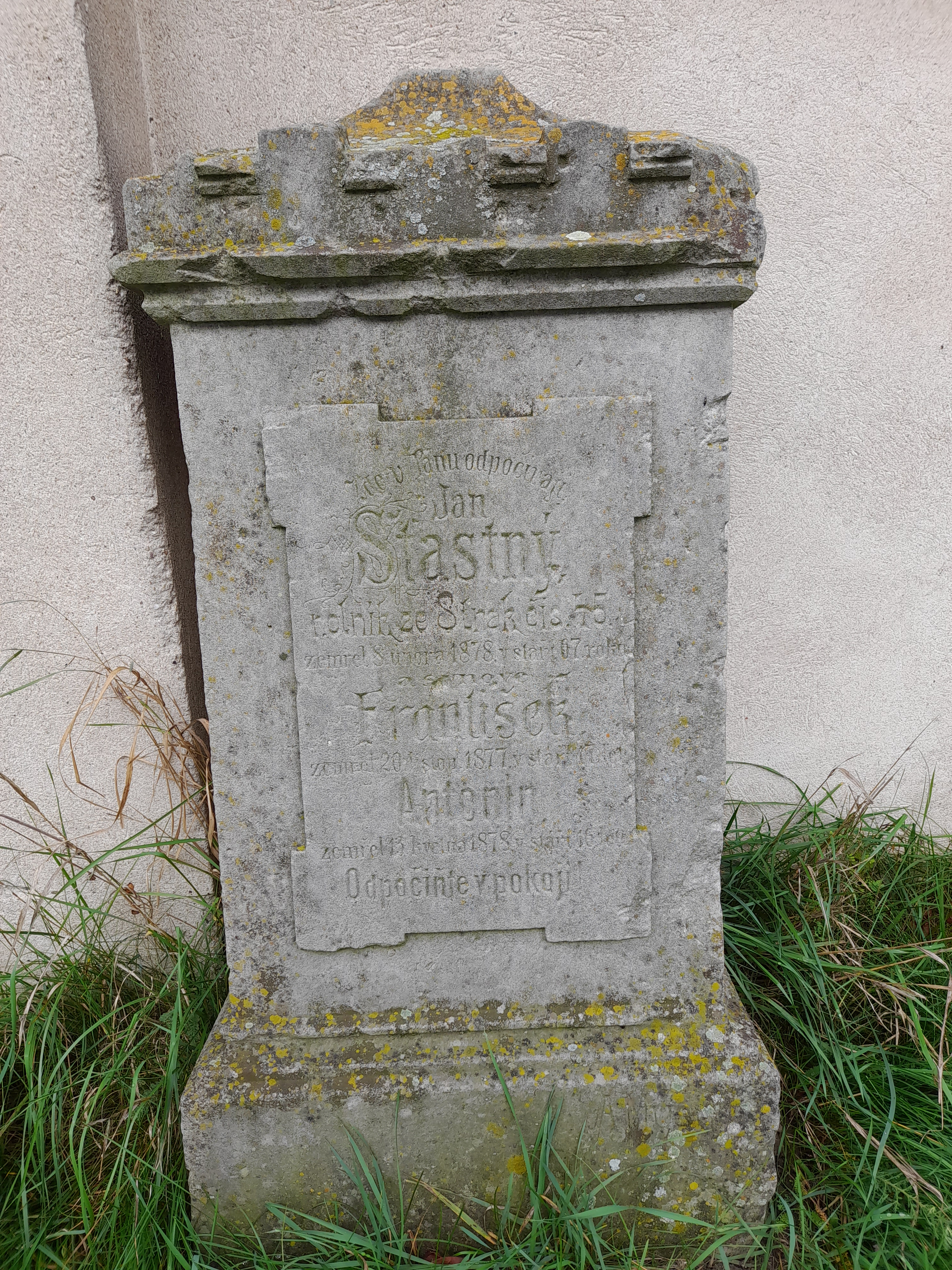
Jeden z náhrobků
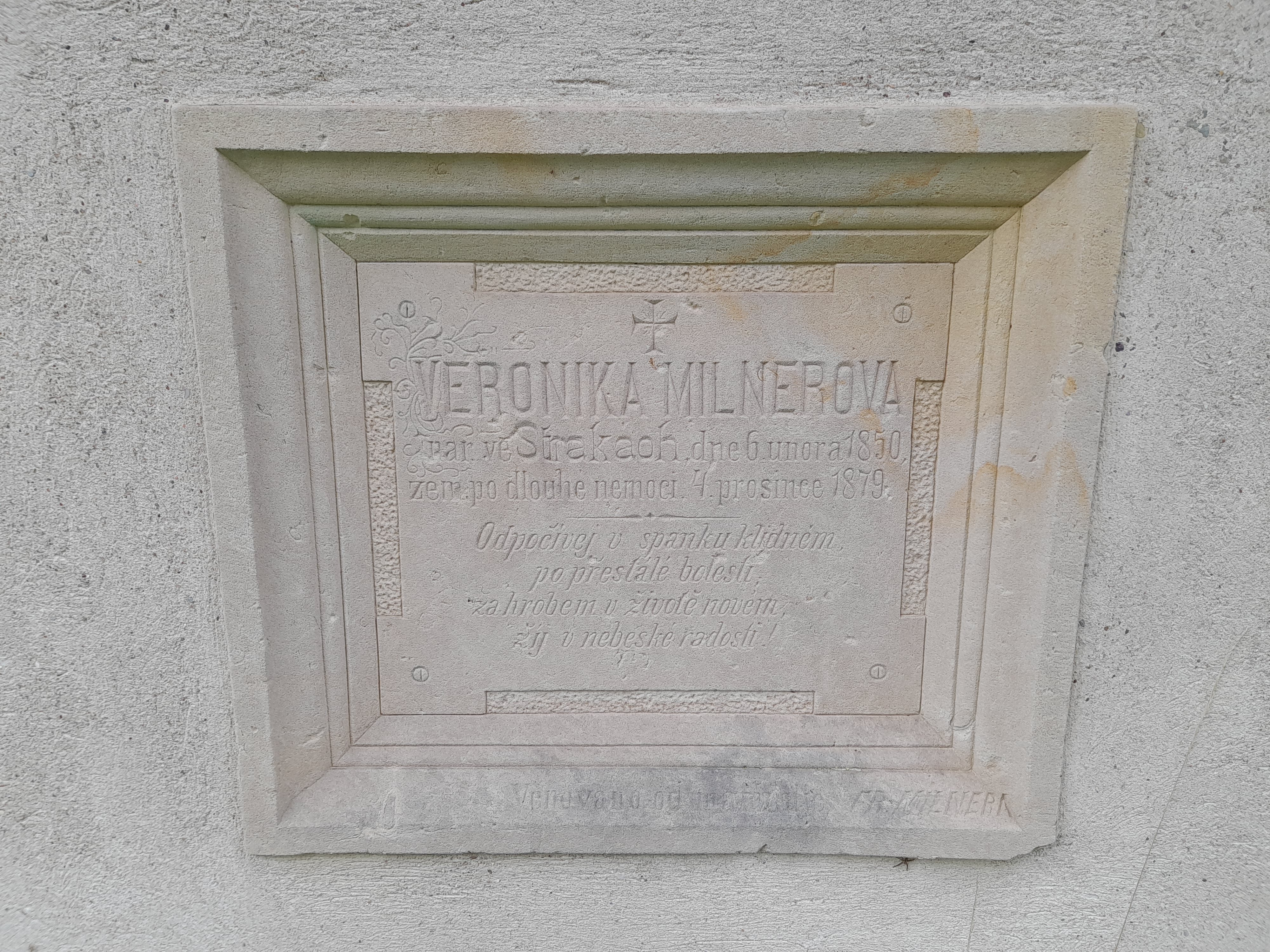
Náhrobek na zdi proti sakristii
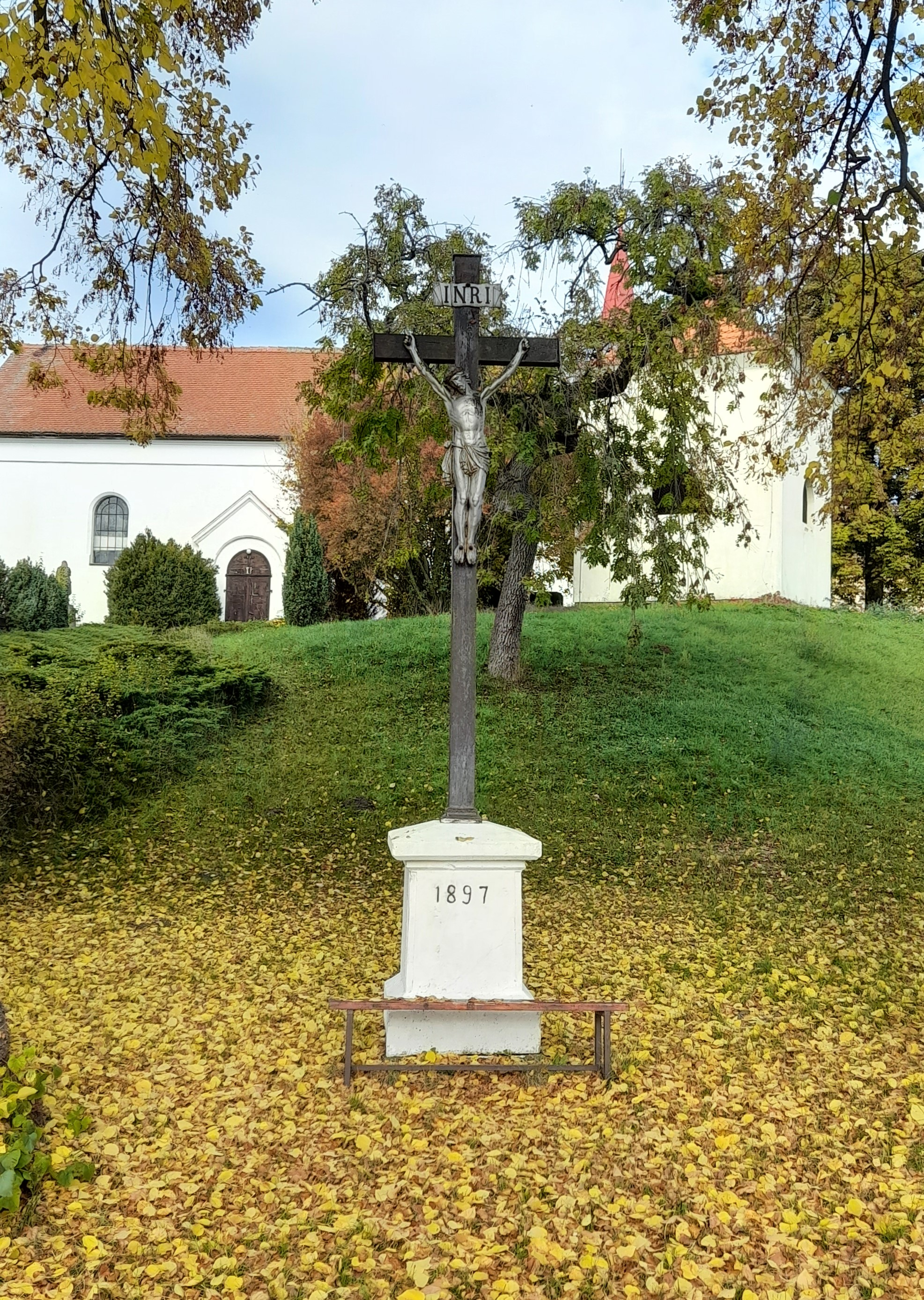
Litinový kříž u kostela